# Aharon Yehuda Leib Shteinman
El Rabino Aharon Yehuda Leib Shteinman (en hebreo: אהרן יהודה ליב שטינמן) nació el 14 de noviembre de 1913 en Kaminietz, Bielorrusia y murió el 12 de diciembre de 2017 en Bnei Brak, Israel, fue un rabino israelí ultraortodoxo. Presidió el Consejo de los Sabios de la Torá y fue el líder espiritual del partido político Déguel HaTorá. Era hijo de Noah Tzvi y Guittel Feigue.

## Biografía y estudios
Aharon Yehuda Leib Shteinman asistió al Talmud Torá (escuela primaria) local de Brest (Bielorrusia), fue compañero de clase de Zeev Edelman. (1914-2000). Fue alumno de la Yeshivá Torat Chesed, igualmente ubicada en Brest, dirigida por el Rabino Moshé Sokolovski. Entre sus maestros cabe señalar al Rabino Yitzchok Zeev Soloveitchik, el rabino de Brisk, y al Rabino Zelig Riger, el primo de su madre, este rabino se encargó de llevar a cabo su ordenación rabínica (semijá). Estudió en la localidad de Klestk (en bielorruso: Клецк) junto con el Rabino Aharon Kotler.
En 1937, Brest formaba parte de Polonia, después del final de la Primera Guerra Mundial, Shteinman y su amigo Moshé Soloveitchik (un nieto del Rabino Jaim Soloveitchik) intentaron evitar ser reclutados por las Fuerzas Armadas de Polonia. Junto con otros estudiantes de Brest, se refugiaron en Montreux, Suiza, para estudiar en la Yeshivá Etz Jaim. Se casó en Arosa (Suiza) en 1944 con Tamar Kornfeld, una judía de origen polaco. El matrimonio fue oficiado por el Rabino Mordejai Yaakov Breisch, el rabino de la comunidad judía ortodoxa de Zúrich, en 1945 la pareja emigró a Eretz Israel. 
Shteinman se instaló en la ciudad de Petaj Tikva, donde estudió en el colegio rabínico Torat Eretz Israel, por recomendación de Abraham Yeshaya Karelitz (el Chazon Ish) fue nombrado director de la Yeshivá Chofetz Jaim, en la ciudad de Kfar Saba. En 1956, a petición del Rabino Yosef Shlomo Kahaneman, se hizo cargo de la dirección de la Yeshivá Ketana de Ponevezh ubicada en la ciudad de Bnei Brak.

## Defunción y legado
El Rabino Aharon Leib Shteinman murió el 12 de diciembre de 2017 en el hospital Mayanei HaYeshua de Bnei Brak. La fecha corresponde con la vigilia del primer día de Janucá del año 5778 en el calendario hebreo. El Rabino Aharon Yehuda Leib Shteinman fue un famoso Rosh Yeshivá, y está considerado dentro del judaísmo ultraortodoxo jaredí no jasídico como el mayor posek (persona que toma decisiones) en materia de Halajá, (la Ley judía), tras el fallecimiento del Rabino Yosef Shalom Eliashiv, en el año 2012. Está considerado igualmente como un Gadol HaDor (un grande de su generación).

## Obras literarias
- Ayeles HaShachar
- Chesed Umishpat
- Yimaleh Pi Tehilasecha
- Mipekudecha Esbonan